# High Road (2011)
High Road é um filme de comédia dirigido por Matt Walsh, que co-escreveu com Josh Weiner. O filme envolve a lealdade de Fitz, um traficante que está dividido entre sua banda, namorada e vendas de maconha. Na tentativa de fugir da prisão depois de uma apreensão de drogas, ele é acompanhado por seu vizinho adolescente fugitivo. Ele também estreou no Newport Beach Film Festival de 2011, onde por direção de Matt Walsh, ganhou excelência em honras de cinema.

## Enredo
High Road apresenta um roteiro totalmente improvisado sobre Glenn "Fitz" Fitzgerald, um homem jovem que mora em Los Angeles, Califórnia. Seus melhores amigos desistiram da banda de rock onde ele era baterista, fazendo com que o grupo se separasse e ele voltasse a vender maconha em sua garagem. Fitz namora Monica, que trabalha em uma empresa de notícias. Sai com seu vizinho adolescente rebelde Jimmy, que ignora a escola. Ele acredita na "teoria do triângulo", onde tudo no mundo pode se conectar em grupo de trios (uma piada ocorreu ao longo do filme). Um dia, Fitz é quase detido pelo fracasso das vendas com seus clientes, ele deixa sua namorada para trás e foge para ficar temporariamente em Oakland, Califórnia, evitando assim sua prisão. Jimmy convence Fitz para que possa participar de sua viagem, afirmando que  precisa visitar sua mãe.
James Malone Sr, o pai de Jimmy, confunde o sumiço com um sequestro e pede ajuda a um oficial de justiça, esse que parte em busca de seu filho através de sua própria investigação. Ao longo do caminho, Jimmy tenta manter Fitz sóbrio, evitando que ele fume. Os dois também atrapalham os policiais de segui-los, trocando veículos com os companheiros da ex-banda de Fitz, Sheila e Richie, que desde então se tornaram uma banda de tributo em Bakersfield, Califórnia.
Monica fica grávida de Fitz, mas tem um breve caso com seu chefe casado, Barry. Em meio a armas, ossos quebrados, taxistas, prostitutas rudes e um médico suspeito, Fitz tem que limpar seu caminho para ficar em segurança e ir para casa encontrar Monica, que lhe prepara uma surpresa.

## Elenco
- James Pumphrey como Glen "Fitz" Fitzgerald
- Abby Elliott como Monica
- Dylan O'Brien como Jimmy
- Lizzy Caplan como Sheila
- Rich Fulcher como Arnie
- Ed Helms como Barry
- Joe Lo Truglio como Oficial da Justiça
- Rob Riggle as James Malone Sr
- Horatio Sanz como O Doutor
- Matt L. Jones como Richie
- Andrew Daly como Mr. Doobin